# Middletown (Virginia)
Middletown es una localidad del Condado de Frederick, Virginia, Estados Unidos. Según el censo de 2000 tenía una población de 1.015 habitantes y una densidad de población de 712.5 hab/km².

## Demografía
Según el censo de 2000, había 1.015 personas, 409 hogares y 280 familias residiendo en la localidad. La densidad de población era de 712,5 hab./km². Había 432 viviendas con una densidad media de 303,3 viviendas/km². El 93,69% de los habitantes eran blancos, el 4,43% afroamericanos, el 0,20% amerindios, el 0,39% asiáticos, el 0,30% isleños del Pacífico y el 0,99% pertenecía a dos o más razas. El 0,79% de la población eran hispanos o latinos de cualquier raza.
Según el censo, de los 409 hogares en el 35,5% había menores de 18 años, el 49,1% pertenecía a parejas casadas, el 14,2% tenía a una mujer como cabeza de familia y el 31,3% no eran familias. El 27,6% de los hogares estaba compuesto por un único individuo y el 10,0% pertenecía a alguien mayor de 65 años viviendo solo. El tamaño promedio de los hogares era de 2,48 personas y el de las familias de 2,96.
La población estaba distribuida en un 26,7% de habitantes menores de 18 años, un 8,4% entre 18 y 24 años, un 32,9% de 25 a 44, un 20,5% de 45 a 64 y un 11,5% de 65 años o mayores. La media de edad era 36 años. Por cada 100 mujeres había 89,4 hombres. Por cada 100 mujeres de 18 años o más, había 86,0 hombres.
Los ingresos medios por hogar en la localidad eran de 36.538 dólares ($) y los ingresos medios por familia eran 42.031 $. Los hombres tenían unos ingresos medios de 30.893 $ frente a los 23.125 $ para las mujeres. La renta per cápita para la ciudad era de 18.613 $. El 7,6% de la población y el 6,8% de las familias estaban por debajo del umbral de pobreza. El 4,9% de los menores de 18 años y el 11,9% de los habitantes de 65 años o más vivían por debajo del umbral de pobreza.

## Geografía
Según la Oficina del Censo de los Estados Unidos, la localidad tiene un área total de 1,4 km², todos ellos correspondientes a tierra firme.